# ديباك كومار
ديباك كومار (بالهندية: दीपक कुमार؛ بالإنجليزية: Deepak Kumar) هو مؤلف ومؤرخ هندي، ولد في 1986.